# Henry Duke
Henry Edward Duke, 1er baron Merrivale (5 novembre 1855 - 20 mai 1939) est un juge britannique et un homme politique conservateur. Il est secrétaire en chef pour l'Irlande entre 1916 et 1918.

## Jeunesse et éducation
Henry Duke est le deuxième fils de William Edward Duke, un marchand de granit de Merrivale, Devon, et de sa femme Elizabeth Ann Lord. Issu d'un milieu modeste, il est éduqué localement et n'a pas fréquenté une école publique ou une université.

## Carrière juridique
Au début de sa vie, Duke travaille comme journaliste pour le journal local Western Morning News, mais à l'âge de 25 ans, il vient à Londres pour couvrir la Chambre des communes. Pendant son séjour à Londres, il commence à étudier le droit et est admis au barreau de Gray's Inn en 1885. Il travaille d'abord sur le circuit occidental, mais établit ensuite un cabinet d'avocats prospère à Londres. Il est enregistreur pour Devonport et Plymouth de 1897 à 1900 et pour Devonport seul jusqu'en 1914, et est nommé Queen's Counsel en 1899.

## Carrière politique
En 1900, Duke est élu à la Chambre des communes pour Plymouth en tant qu'unioniste, siège qu'il occupe jusqu'en 1906, date à laquelle il est battu. Il est réélu au Parlement lors des élections générales de janvier 1910 en tant que représentant d'Exeter. Il perd le siège aux élections de décembre 1910 par seulement quatre voix, mais le retrouve par un seul vote après une pétition électorale en avril 1911 en raison de l'étroitesse du résultat, et l'occupe jusqu'en 1918, date à laquelle il démissionne à sa nomination comme Lord Justice of Appel.
Duke siège sur le premier banc de l'opposition pendant les premières années de la Première Guerre mondiale et est admis au Conseil privé en 1915. En juillet 1916, il est nommé par le Premier ministre Herbert Henry Asquith pour succéder à Augustine Birrell au poste de secrétaire en chef pour l'Irlande, avec un siège au cabinet, après la démission de Birrell en raison des conséquences de l'insurrection de Pâques. La situation politique en Irlande  reste tendue pendant le mandat de Duke en tant que secrétaire en chef, notamment au cours de la crise de la conscription de 1918, et il démissionne en mai 1918.

## Carrière judiciaire
Après sa démission, Duke est anobli et nommé Lord Justice of Appeal. En 1919, il est nommé président de la division des successions, des divorces et de l'amirauté de la Haute Cour de justice, poste qu'il occupe jusqu'en 1933. Il participe à la décision dans l'affaire Balfour v. Balfour. Il exprime également sa dissidence au niveau de la Cour d'appel dans la célèbre affaire Attorney-General v De Keyser's Royal Hotel Ltd, [1919] 2 Ch. 197, 238–255. Le 19 janvier 1925, il est élevé à la pairie en tant que baron Merrivale, de Walkhampton dans le comté de Devon.

## Famille
Lord Merrivale épouse Sarah, fille de John Shorland, en 1876. Ils ont un fils et une fille. Sa femme est décédée en 1914. Merrivale lui survit 25 ans et meurt en mai 1939, à l'âge de 83 ans. Il est remplacé dans la baronnie par son fils unique, Edward.